# Allopachria weinbergeri
Allopachria weinbergeri är en skalbaggsart som beskrevs av Wewalka 2000. Allopachria weinbergeri ingår i släktet Allopachria och familjen dykare. Inga underarter finns listade i Catalogue of Life.